# Panteonul din Roma

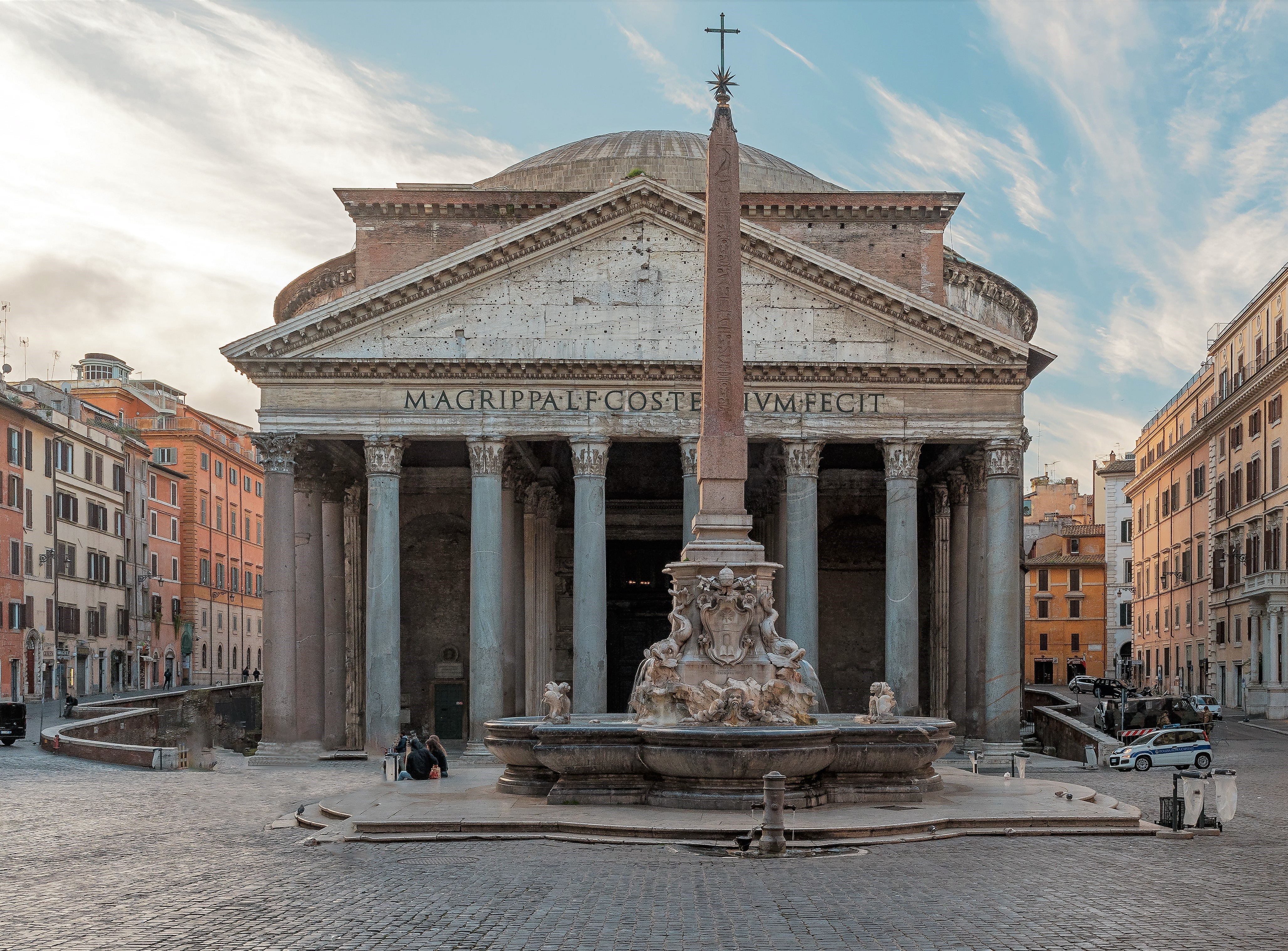
Panteonul din Roma

Panteonul (în latină și greacă Pantheon înseamnă „templul dedicat tuturor zeilor”) este o clădire situată în Roma.

## Istoric

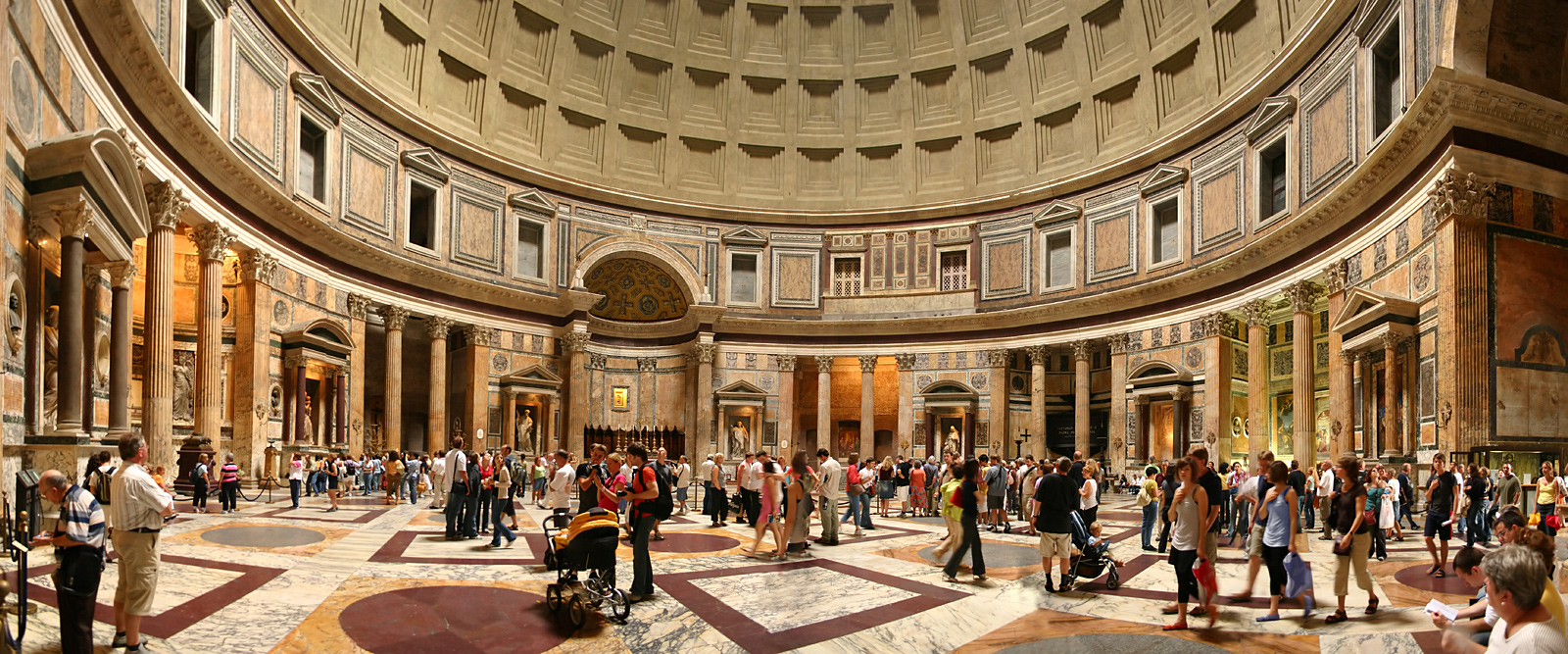
Panteon - Imagine din interior

Panteonul este o clădire din Roma (Italia) din beton roman (opus caementicium), comandată de Marcus Vipsanius Agrippa ca un templu pentru toți zeii din Roma antică, și reconstruită de împăratul Hadrian, în jurul anului 126 d.Hr.
Aceasta a fost construită inițial ca templu pentru cele șapte zeități guvernatoare ale celor șapte planete în statul religios al Romei Antice, din secolul al VII-lea fiind transformată într-o biserică creștină.
Este cea mai bine conservată clădire romană și cea mai importantă clădire veche din lume cu acoperișul original intact. Deși identitatea arhitectului rămâne incertă, mulți o atribuie lui Apolodor din Damasc.
Până în secolul al XX-lea, Panteonul a fost cea mai mare construcție din beton existentă în lume. Cupola din beton este relativ ușoară, pentru că în compoziția betonului nu s-a folosit pietriș, ci puzzolană. Puzzolanele naturale sunt minerale ușoare, rezistente la apa de mare, formate prin sedimentarea cenușii vulcanice produse în timpul erupțiilor vulcanice bazaltice. Conțin silice, aluminiu și oxid de fier (care îi conferă culoarea roșie), precum și var și oxid de magneziu.

## Așezare
Panteonul se găsește în Piazza della Rotonda. La o distanță de 230 de metri de la intrarea în Panteon se află San Salvatore delle Coppelle, o biserică medievală atribuită comunității române unite din Roma.

## Bibliografie

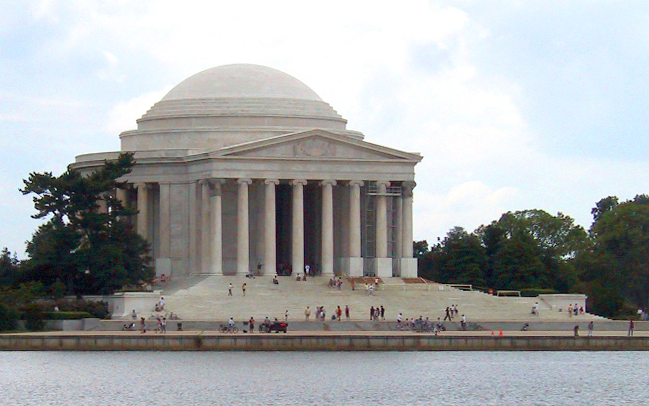
"Jefferson Memorial" în Washington, ridicat în onoarea lui Thomas Jefferson în stil italian neo-palladian, imitând Panteonul din Roma